# Varga Miklós (ökölvívó)
Varga Miklós (Debrecen, 1987. augusztus 26. –) magyar ökölvívó. A hajdúsámsoni Harangi Imre SE versenyzője.
2003-ban a kadett Európa-bajnokságon és a kadett világbajnokságon helyezetlen volt (54 kg). Ugyanebben az évben az európai uniós bajnokságon bronzérmes lett. 2005-ben, 18 évesen indult a felnőtt világbajnokságon, ahol az első fordulóban kiesett (57 kg). A felnőtt magyar bajnokságon 57 kg-ban első lett. Az versenyen az ob legjobb bokszolójának választották. 2006-ban kiesett az Európa-bajnokságon. 2007-ben a világbajnokságon a selejtezőben kiesett. 2008 februárjában az európai kvalifikációs versenyen olimpiai kvótát szerzett. Az európai uniós ökölvívó-bajnokságon második volt. Az olimpián kiesett. Az Európa-bajnokságon bronzérmes volt.
A 2009-es világbajnokságon a 32 között segédpontokkal esett ki. 2010-ben az Európa-bajnokságon a negyeddöntőig jutott. A következő évben az első fordulóban kiesett a kontinensbajnokságon. A világbajnokságon a nyolc közé jutott, ami olimpiai kvótát ért. Az olimpián az első fordulóban kikapott a litván Evaldas Petrauskastól és kiesett.
A 2013-as Európa-bajnokságon bronzérmet szerzett. A világbajnokságon a nyolcaddöntőig jutott.